# Paul Kolb
Paul Kolb (* 21. September 1910 in Kleinottweiler; † 19. April 1992 in St. Ingbert) war ein deutscher Politiker der SPD. Er war Bürgermeister und Oberbürgermeister der Stadt Neunkirchen.

## Leben
Paul Kolb wurde nach seiner Schulzeit Verwaltungsfachangestellter beim Bezirksamt Homburg und arbeitete dort von 1930 bis 1935. Er begann anschließend eine Verwaltungslaufbahn beim Reichskommissar für das Saarland. Am 1. Januar 1941 wurde er Amtsbürgermeister von Kleinblittersdorf, ein Amt, das er bis zum 31. Juli 1946 ausübte. Anschließend arbeitete er bis 1962 für die Saarländische Landesregierung. Von 1962 bis 1966 war er Erster Beigeordneter der Stadt Neunkirchen. Nach dem Aufstieg der Stadt zur Mittelstadt wurde er in den Rang eines Bürgermeisters erhoben und arbeitete zusammen mit den amtierenden Oberbürgermeistern Josef Frank und Friedrich Regitz. Nach dem überraschenden Tod von Regitz war er zunächst vom 10. November 1971 bis zum 9. Juli 1974 Beauftragter für das Amt des Oberbürgermeisters, wurde jedoch dann zum Oberbürgermeister befördert. Diesen Posten bekleidete er bis zu seiner Pensionierung am 30. September 1975.
Als Beauftragter für das Amt des Oberbürgermeisters übergab er das Städtische Klinikum seiner Bestimmung. In sein Aufgabengebiet fiel auch die Durchführung der Gebiets- und Verwaltungsreform im Saarland 1974. Dadurch wurde Neunkirchen zur Kreisstadt des Landkreises Neunkirchens. Die Stadt selbst gewann die vorher selbstständigen Stadtteile Wiebelskirchen, Hangard, Münchwies, Ludwigsthal, Bayrisch-Kohlhof, Hirschberg, Menschenhaus und Eschweilerhof.
Paul Kolb war außerdem Landesvorsitzender der Arbeiterwohlfahrt (AWO) von 1963 bis 1987. Auf Grund dieser langjährigen Tätigkeit erhielt er 1973 das Bundesverdienstkreuz 1. Klasse. Er erhielt außerdem 1976 den Saarländischen Verdienstorden.